# Ohio Scientific C2
Ohio Scientific C2 (C2) је професионални рачунар фирме OHIO Scientific који је почео да се производи у САД почетком 1980.их година.
Користио је MOS Technology 6502 микропроцесорску јединицу а RAM меморија рачунара је имала капацитет од 48 KB. 
Као оперативни систем кориштен је OS-65U.

## Детаљни подаци
Детаљнији подаци о рачунару C2 су дати у табели испод.
|                       |                                         |
| [ 1 ]                 |                                         |
| Произвођач            |                                         |
| Тип                   | професионални рачунар                   |
| Меморија              | 48 KB                                   |
| Поријекло             | Сједињене Америчке Државе               |
| Година                |                                         |
| Тастатура             | зависно од коришћеног видео-терминала   |
| Процесор              |                                         |
| Фреквенција процесора | 1                                       |
| RAM                   | 48 KB                                   |
| ROM                   | непознато                               |
| Текст                 | 80 знакова x 25 линија (видео терминал) |
| Графика               |                                         |
| Боја                  |                                         |
| Звук                  | нема звука                              |
| Димензије             | 440 x 84 x 231                          |
| Портови               |                                         |
| Оперативни систем     |                                         |